# Hydraschema petila
Hydraschema petila är en skalbaggsart som beskrevs av Martins och Maria Helena M. Galileo 1998. Hydraschema petila ingår i släktet Hydraschema och familjen långhorningar. Inga underarter finns listade i Catalogue of Life.